# Barža
Barža (ang. barge) je plovilo s ploščatim dnom. Uporablja se večinoma na rekah in kanalih (prekopih) za prevoz težkih tovorov. Nekatere barže imajo svoj pogon, druge vleče oziroma potiska vlačilec. 

## Zgodovina
V preteklosti, pred industrijsko revolucijo, so manjše barže vlekle tudi živali. Konj je lahko na barži vlekel precejkrat težji tovor, kot bi ga lahko na vozu.
Pozneje je barže deloma nadomestil vlak, ki je bil hitrejši. Na nekaterih nemških rekah je bila v strugi nameščena veriga, s pomočjo katere se je verižni čoln premikal in lahko vlekel tudi baržo.

## Uporaba danes
Barže se danes večinoma uporablja prevoz manj vrednih tovorov, kot so npr. razsuti tovori (v rinfuzi). Se pa prevaža tudi avtomobile, zabojnike in drugo.
Prevoz z baržo je eden izmed najcenejših, še posebej če barža pluje s tokom reke. Tipična barža za razsuti tovor je dolga 60 metrov, široka 10,6 metrov in lahko prevaža okrog 1500 ton.

## Galerija
- Barža z reciklažnim materialom v Franciji
- Barže na reki Temzi, v Londonu
- Barža za vozila na Donavi
- Barža v bližini Toulousa na Canal du Midi, Francija
- Barža z lastnim pogonom Andromeda na kanalu v Hannovru
- Barža z lastnim pogonom, naložena s kamenim drobljencem
- Barža z zunanjim tankom Space Shuttle-a
- Barža z lastnim pogonom na Kitajskem
- Barže, naložene s premogom, na reki Ohio
- Vlačilec potiska barže, naložene s premogom na reki Ohio